# アダム・G・セヴァーニ
アダム・G・セヴァーニ（Adam G. Sevani、1992年6月29日 - ）は、アメリカ合衆国の俳優、ダンサー。

## 出演作品
- ステップ・アップ4:レボリューション（ムース）
- ステップ・アップ3（ムース）
- ステップ・アップ2:ザ・ストリート（ムース）